# Georg Kaibel

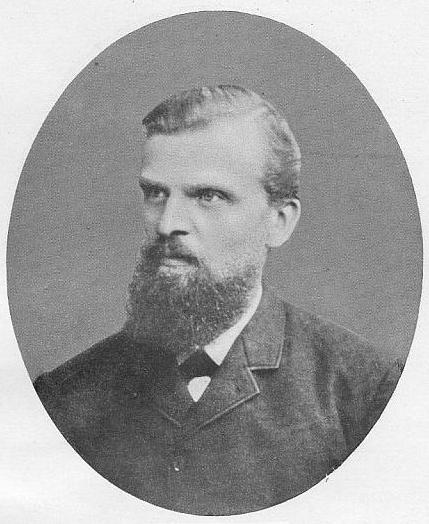
Georg Kaibel.

Georg Kaibel, född 30 oktober 1849 i Lübeck, död 12 oktober 1901 i Göttingen, var en tysk filolog.
Kaibel blev professor i Breslau (1879), Rostock (1881), Greifswald (1883), Strassburg (1886) och Göttingen (1897). Han var en av sin tids främsta kännare av grekisk litteratur och grekiskt kulturliv; genom omfattande samlingsverk och djupgående specialundersökningar inom sin vetenskaps olika grenar inlade han betydande förtjänster om den klassiska filologin.
Kaibels huvudverk är "Epigrammata Graeca ex lapidibus conlecta" (1878), en grundläggande samling av metriska inskrifter, "Inscriptiones Graecae Siciliae et Italiae" (1890; utgör del XIV av Berlinakademiens grekiska inskriftsverk), "Stil und Text der Άϑηναίων πολιτεία des Aristoteles" (1893), "Comicorum græcorum fragmenta" (1899). Han utgav kritiska upplagor av Athenaios, Sofokles och andra antika författare. Från 1882 var han den ene redaktören av "Hermes", Tysklands förnämsta tidskrift för klassisk filologi.